# Distretto di Çat
Il distretto di Çat (in turco Çat ilçesi) è uno dei distretti della provincia di Erzurum, in Turchia.